# Светско првенство у атлетици у дворани 2018 — троскок за жене
Троскок у женској конкуренцији на 17. Светском првенству у атлетици у дворани 2018. одржан је 3. марта у Arena Birmingham у Бирмингему (Уједињено Краљевство).
Титулу освојену у Портланду 2016, одбранила је Јулимар Рохас из Венецуеле.

## Земље учеснице
Учествовало је 17 такмичарки из 14 земаља.
1. Белорусија (1)
2. Бразил (1)
3. Бугарска (1)
4. Венецуела (1)
5. Грчка (1)
6. Доминика (1)
7. Јамајка (2)
8. Литванија (1)
9. Немачка (1)
10. Румунија (2)
11. Русија (1)
12. САД (2)
13. Финска (1)
14. Шпанија (1)

## Систем такмичења
Нови систем такмичења се примењује од 2016. Нема квалификација, па све такмичарке учествују у финалу, где ће свака од њих имати по три скока. Четврти и пети скок обезбедиће осам најбољих, док ће прилику за шести скок имати само четири првопласиране после пете серије скокова.

## Освајачи медаља
| Освајачи медаља |                   |               |  |  |  |  |
|                 |                   |               |  |  |  |  |
|                 |                   |               |  |  |  |  |
|                 |                   |               |  |  |  |  |
| Јулимар Рохас   | Кимберли Вилијамс | Ана Пелетеиро |  |  |  |  |
| Венецуела       | Јамајка           | Шпанија       |  |  |  |  |

## Рекорди пре почетка Светског првенства 2018.
Стање на 1. март 2018.
| Рекорди пре почетка Светског првенства 2018.     | Рекорди пре почетка Светског првенства 2018. | Рекорди пре почетка Светског првенства 2018. | Рекорди пре почетка Светског првенства 2018. | Рекорди пре почетка Светског првенства 2018. | Рекорди пре почетка Светског првенства 2018. |
| ------------------------------------------------ | -------------------------------------------- | -------------------------------------------- | -------------------------------------------- | -------------------------------------------- | -------------------------------------------- |
| Светски рекорд                                   | Татјана Лебедева                             | Русија                                       | 15,36                                        | Будимпешта, Мађарска                         | 6. март 2004.                                |
| Рекорд светских првенстава                       | Татјана Лебедева                             | Русија                                       | 15,36                                        | Будимпешта, Мађарска                         | 6. март 2004.                                |
| Најбољи резултат сезоне                          | Кетурах Орји                                 | Сједињене Државе                             | 14,53                                        | Клемсон, Сједињене Државе                    | 20. јануар 2018.                             |
| Афрички рекорд                                   | Јамиле Алдама                                | Судан                                        | 14,90                                        | Будимпешта, Мађарска                         | 6. март 2004.                                |
| Азијски рекорд                                   | Олга Рипакова                                | Казахстан                                    | 15,14                                        | Доха, Катар                                  | 13. март 2010.                               |
| Северноамерички рекорд                           | Јархелис Савињ                               | Куба                                         | 15,05                                        | Валенсија, Шпанија                           | 8. март 2008.                                |
| Јужноамерички рекорд                             | Јулимар Рохас                                | Венецуела                                    | 14,79                                        | Мадрид, Шпанија                              | 28. јанаур 2017.                             |
| Европски рекорд                                  | Татјана Лебедева                             | Русија                                       | 15,36                                        | Будимпешта, Мађарска                         | 6. март 2004.                                |
| Океанијски рекорд                                | Никол Младенис                               | Аустралија                                   | 13,31                                        | Будимпешта, Мађарска                         | 5. март 2004.                                |
| Рекорди после завршеног Светског првенства 2018. |                                              |                                              |                                              |                                              |                                              |
| Најбољи резултат сезоне                          | Јулимар Рохас                                | Венецуела                                    | 14,63                                        | Бирмингем, Уједињено Краљевство              | 3. март 2018.                                |

### Најбољи резултати у 2018. години
Десет најбољих атлетичарки године у троскоку у дворани пре почетка првенства (1. марта 2018), имале су следећи пласман.
| 1.  | Кетурах Орји          | Сједињене Државе | 14,53 | 20. јануар  |
| 2.  | Викторија Прокопенко  | Русија           | 14,44 | 3. фебруар  |
| 3.  | Ирина Васкоускаја     | Белорусија       | 14,30 | 3. фебруар  |
| 4.  | Параскеви Папахристу  | Грчка            | 14,25 | 27. јануар  |
| 5.  | Руги Диало            | Француска        | 14,22 | 27. јануар  |
| 6.  | Андреа Пантуроју      | Румунија         | 14,22 | 3. фебруар  |
| 7.  | Ана Пелетеиро         | Шпанија          | 14,22 | 17. фебруар |
| 8.  | Кимберли Вилијамс     | Јамајка          | 14,16 | 17. фебруар |
| 9.  | Тори Франклин         | Сједињене Државе | 14,15 | 17. фебруар |
| 10. | Довиле Дзиндзалетајте | Литванија        | 14,13 | 8. фебруар  |
| 10. | Неле Екхарт           | Немачка          | 14,13 | 17. фебруар |

Такмичарке чија су имена подебљана учествују на СП 2016.

## Квалификациона норма
| Дворана | Отворено |
| ------- | -------- |
| 14,30 м |          |

## Сатница
| Датум         | Време | Ниво   |
| ------------- | ----- | ------ |
| 3. март 2018. | 11:00 | Финале |

Сва времена су по локалном времену (UTC+1)

## Резултати

### Финале
Такмичење је одржано 3. марта 2018. године у 11:00 по локалном времену. Све финалисткиње су извеле по 3 скока. 8 најбољих извеле су још два скока а најбоље 4 још и 6. скок.,,
| Место | Атлетичарка           | Земља      | ЛР      | ЛРС     | 1.    | 2.    | 3.    | 4.    | 5.    | 6.    | Резултат | Белешка   |
| ----- | --------------------- | ---------- | ------- | ------- | ----- | ----- | ----- | ----- | ----- | ----- | -------- | --------- |
|       | Јулимар Рохас         | Венецуела  | 14,79   |         | 14,24 | 14,07 | 14,27 | 14,36 | 14,63 | x     | 14,63    | СРС , ЛРС |
|       | Кимберли Вилијамс     | Јамајка    | 14,39   | 14,16   | 14,37 | 14,41 | 14,48 | 14,31 | x     | 14,32 | 14,48    | ЛР        |
|       | Ана Пелетеиро         | Шпанија    | 14,22   | 14,22   | 13,18 | 13,82 | 14,18 | 14,40 | x     | x     | 14,40    | ЛР        |
| 4.    | Андреа Пантуроју      | Румунија   | 14,33   | 14,22   | 14,05 | x     | 14,16 | 14,33 | x     | x     | 14,33    | =ЛР       |
| 5.    | Кетурах Орји          | САД        | 14,53   | 14,53   | 14,13 | x     | 14,07 | 14,28 | 14,31 |       | 14,31    |           |
| 6.    | Параскеви Папахристу  | Грчка      | 14,47   | 14,25   | 14,05 | 11,73 | 14,01 | 13,36 | x     |       | 14,05    |           |
| 7.    | Викторија Прокопенко  | Русија     | 14,44   | 14,44   | 13,76 | 13,87 | 14,05 | 13,72 | 13,92 |       | 14,05    |           |
| 8.    | Тори Франклин         | САД        | 14,15   | 14,15   | 14,03 | 13,52 | 13,70 | 11,34 | 13,94 |       | 14,03    |           |
| 9.    | Нубиа Соарес          | Бразил     | 14,56 о | 13,97 о | x     | 13,97 | 14,00 |       |       |       | 14,00    | ЛРС       |
| 10.   | Шаника Рикетс         | Јамајка    | 14,08   | 14,49 о | 13,93 | 13.36 | 13,68 |       |       |       | 13,93    |           |
| 11.   | Габриела Петрова      | Бугарска   | 14,55   | 13,90   | x     | x     | 13,91 |       |       |       | 13,91    | ЛРС       |
| 12.   | Довиле Дзиндзалетајте | Литванија  | 14,13   | 14,13   | 13,90 | 13,74 | 13,64 |       |       |       | 13,90    |           |
| 13.   | Неле Екхарт           | Немачка    | 14,13   | 14,13   | 13,24 | 13,87 | 13,70 |       |       |       | 13,87    |           |
| 14.   | Ирина Васкоускаја     | Белорусија | 14,30   | 14,30   | x     | 13,81 | 13,37 |       |       |       | 13,81    |           |
| 15.   | Ана Крилова           | Русија     | 14,39   | 14,02   | 13,75 | 13,66 | 13,49 |       |       |       | 13,75    |           |
| 16.   | Кристина Макела       | Финска     | 14,20   | 13,86   | x     | 13,73 | 13,57 |       |       |       | 13,73    |           |
| 17.   | Те Лафонд             | Доминика   | 14,08   | 14,08   | x     | 13,63 | 13,68 |       |       |       | 13,68    |           |